# 埃爾夫特河
51°11′3″N 6°43′54″E / 51.18417°N 6.73167°E

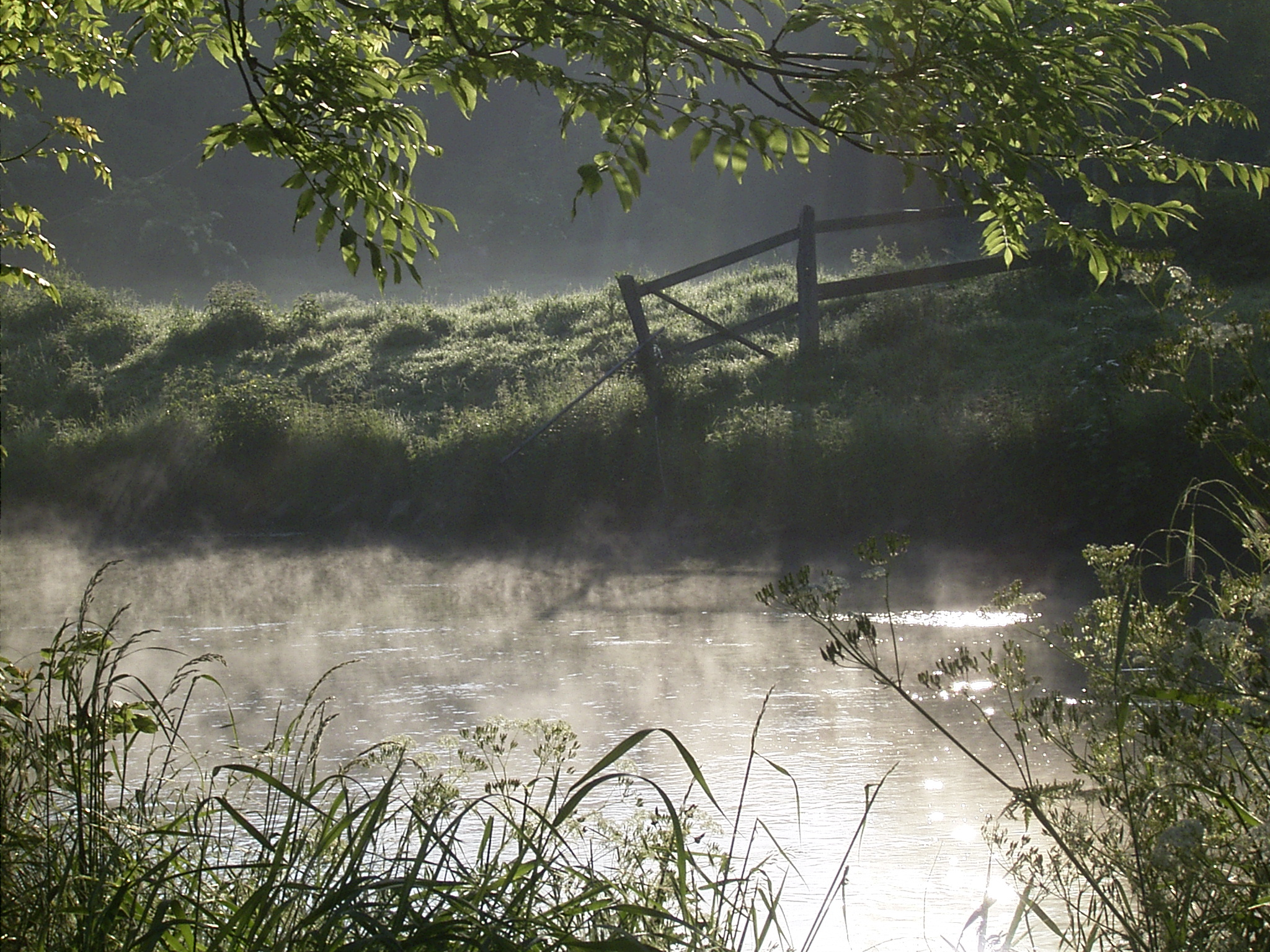

埃爾夫特河（德語：Erft，發音：[ʔɛɐ̯ft] ⓘ）是德國的河流，位於北萊茵-威斯特法倫州，發源自内特斯海姆附近，河道全長103公里，流域面積1,838平方公里，河畔城鎮有諾伊斯。